# 1re cérémonie des Seattle Film Critics Association Awards
La 1re cérémonie des Seattle Film Critics Association Awards, décernés par la Seattle Film Critics Association, a eu lieu le 19 décembre 2002, et a récompensé les films réalisés dans l'année.

## Palmarès
- Meilleur film :
  - Loin du paradis (Far from Heaven)

- Meilleur réalisateur :
  - Todd Haynes pour Loin du paradis (Far From Heaven)

- Meilleur acteur :
  - Daniel Day-Lewis pour le rôle de Bill "Le Boucher" Cutting dans Gangs of New York

- Meilleure actrice :
  - Julianne Moore pour le rôle de Cathy Whitaker dans Loin du paradis (Far From Heaven)

- Meilleur acteur dans un second rôle :
  - Chris Cooper pour le rôle de John Laroche dans Adaptation

- Meilleure actrice dans un second rôle :
  - Bebe Neuwirth pour le rôle de Diane Lodder  dans Séduction en mode mineur (Tadpole)

- Meilleur scénario original :
  - Loin du paradis (Far From Heaven) – Todd Haynes

- Meilleur scénario adapté :
  - The Hours – David Hare

- Meilleurs décors :
  - Gangs of New York – Dante Ferretti

- Meilleure photographie :
  - Loin du paradis (Far From Heaven) – Edward Lachman

- Meilleur montage :
  - Femme fatale – Bill Pankow

- Meilleure musique de film :
  - Loin du paradis (Far From Heaven) – Elmer Bernstein

- Meilleur film en langue étrangère :
  - Y tu mamá también •  Mexique

- Meilleur documentaire :
  - The Kid Stays in the Picture

- Living Treasure Award :
  - Maureen O'Hara